# ʿAbd Allāh ibn Masʿūd
ʿAbd Allāh ibn Masʿūd chiamato, dal nome della madre, “Ibn Umm ʿAbd” (in arabo ﻋﺒﺪ الله ﺑﻦ ﻣﺴﻌﻮﺩ‎?; La Mecca, 594 ? – Medina, 652) è stato uno dei Compagni più intimi del Profeta e celebre lettore del Corano.

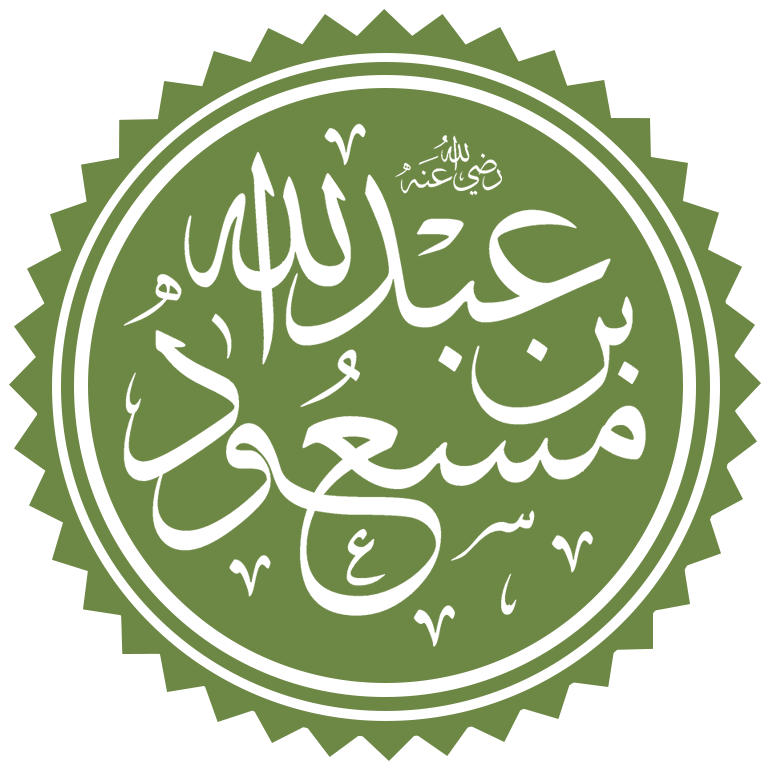
Calligrafia araba di ʿAbd Allāh b. Masʿūd

Fu uno dei convertiti della prima ora, forse terzo ad abbracciare l'Islam dopo Khadīja e Zayd (o Abū Bakr o ʿAlī).
Era di origine beduina, dal momento che il padre, Masʿūd b. Ghāfil, apparteneva ai Banu Tamim. Masʿūd, che aveva sposato una coreiscita, era però mawlā dei Banu Zuhra), il che permise al figlio di contare sulla protezione di personalità musulmane zuhrite di primo piano, come al-Zubayr b. ʿAwwām e Saʿd b. Abī Waqqāṣ.
ʿAbd Allah rappresenta una figura particolarmente importante per le tradizioni sull'interpretazione del Corano, essendo stato presente a molte rivelazioni, a causa della sua vicinanza al Profeta. Fu senza dubbio partigiano di un Islam mistico, come sembra indicare la straordinaria armonia che emerge dai testi che lo riguardano e dalle vicissitudini della sua esistenza.

Sono da attribuire a lui le narrazioni sull'ascensione notturna del Profeta (miʿraj), sul suo viaggio miracoloso a Gerusalemme (isrāʾ), e la data della Notte del Destino.

## La vita dopo la conversione
ʿAbd Allah fu il primo a sfidare l'opinione avversa dei pagani meccani, leggendo in pubblico il Corano nello spazio adiacente alla Kaʿba: audacia che gli costò oltraggi e persecuzioni da parte dei Quraysh.

In seguito a ciò, Ibn Mas‘ud fu costretto nel 614 o 615 a emigrare in Abissinia in compagnia di un numero esiguo di musulmani, nascondendosi alla corte di Mikdad b. ʿAmr, più tardi suo amico e compagno d'armi. 

Rientrò in tempo per seguire nel 622 Muhammad a Yathrib e, di lì a poco, assistette alla battaglia di Badr e a quella di Uḥud, in cui non mancò di biasimare i combattenti della sua parte, secondo lui troppo avidi di bottino di guerra.

Per un periodo che va dalla fine di queste battaglie alla morte del Profeta (632), le sue tracce sono andate del tutto perdute.
Sotto il califfato di ʿOmar ibn al-Khaṭṭāb, ʿAbd Allah assistette alla fondazione di Kufa ad opera del suo protettore Saʿd b. Abī Waqqāṣ, ed è proprio qui che Ibn Masʿūd si stabilì definitivamente.

Questa fase della sua vita costituì l'apogeo della sua carriera politica e le sue funzioni furono quelle di amministratore delle finanze, di ambasciatore e di propagandista della fede islamica. Importante è l'appoggio che gli garantirono i Kufani, tanto che la maggior parte dei loro tradizionisti resterà sempre fedele a Ibn Masʿūd, che assegnerà loro il ruolo di suoi trasmettitori. Alcuni dei suoi più noti discepoli di Kufa sono Alqama ibn Qays al-Nakhaʾi, Aswad ibn Yazid e Masruq ibn al-Ajda.
Durante il califfato di Uthman ibn Affan venne disposta la definitiva stesura per iscritto del Corano e ordinata la distruzione delle tradizioni difformi, ma Ibn Masʿūd si rifiutò di consegnare il proprio manoscritto, atto che - secondo fonti non del tutto affidabili - gli sarebbe costata un serio scontro col Califfo.
ʿAbd Allah morì nel 652/30 a Medina, in una sorta di soggiorno forzato, o a Kufa, dove i suoi insegnamenti erano molto apprezzati e stimati, malgrado sia difficile ricostruirne i contorni.